# Fernand Piet

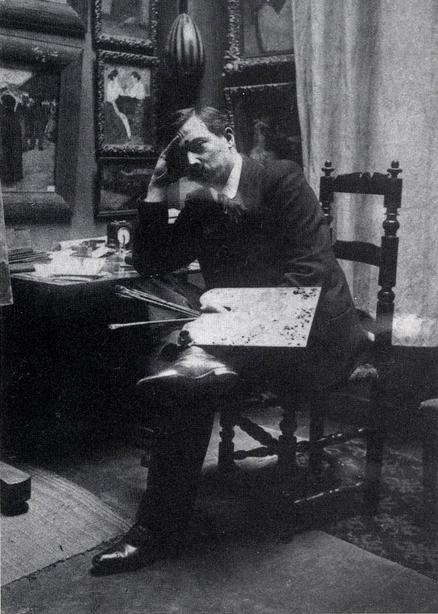
Fernand Piet in seinem Atelier in der Rue Lamarck (1895)

Fernand Piet (* 26. August 1869 in Paris; † 24. Februar 1942 ebenda) war ein französischer Künstler des Post-Impressionismus.

## Leben
Fernand Piet kam als Kind einer wohlhabenden Familie in der Pariser Rue de Chabrol zur Welt. Sein Vater Jules, dessen Vater wiederum der Maler Charles Mozin war, übte den Beruf des Ingenieurs aus. Während seiner Schulzeit, als er die École Bossuet sowie anschließend das Lycée Chaptal besuchte, entwickelte sich sein künstlerisches Talent.
Mit 16 Jahren, 1885, bestand Piet sein Abitur und verließ das Gymnasium um bis 1887 Jahr im Atelier von Fernand Cormon, wo er Émile Bernard, Henri de Toulouse-Lautrec, Louis Anquetin, François Gauzi, Henri Rachou und Vincent van Gogh kennenlernte sowie anschließend unter Eugène Carrière und Alfred Philippe Roll zu lernen. Danach besuchte er die École nationale supérieure des beaux-arts de Paris und suchte  dreimal die Woche die Académie de la Grande Chaumière auf.
Im Jahr 1893 nimmt sich Piet ein Atelier am Boulevard de Rochechouart Nummer 38, welcher am bekannten Künstlerviertel Montmartre angrenzt. Frei von finanziellen Sorgen kann er sich gänzlich der Malerei widmen.
Das Viertel hat es ihm besonders angetan. Zahlreiche Skizzen, Gemälde und Zeichnungen porträtieren das dortige turbulente Leben. Dabei schloss er Freundschaften mit dem Künstler Lucien-Victor Guirand de Scevola, dem Landschaftsmaler Edmond Lempereur und Jean-Louis Forain.
1896 folgten Reisen nach Le Midi, Marseille und Toulon. Ebenfalls bereiste er 1898 Holland und Belgien. 1905 wurde Piet in die Jury des Salon des Independants aufgenommen. Mit dem Beginn des Ersten Weltkrieges wurde auch seine Ausstellungstätigkeit unterbrochen, welche er jedoch 1921 wieder aufnahm. Ein Jahr später wurde er Teil des Kunstkreises der Prinzessin Bibesco de Brancovan. Seit 1925 war Fernand Piet Mitglied in der Société Nationale des Beaux-Arts.
Von 1930 an trat er nicht mehr an die Öffentlichkeit. Es sind nur wenige Werke aus seinen letzten Jahren bekannt. Einsam starb Piet im Atelier in der Rue Lamarck, wo er 23 Jahre lang tätig war.

## Ausstellungsbeteiligungen (Auswahl)
- ab 1893 bis 1935: regelmäßige Partizipation an den Ausstellungen der Société nationale des beaux-arts
- 1893: Théâtre d’Application, Paris[1]
- 1893: Galerie de la Bodinière
- 1900: Große Gemälde Ausstellung, Kunstverein Bremen
- Weltausstellung Paris 1900
- 1900: Galerie Bodinier
- 1900: Salon Lorrain, Nancy
- 1904: Salon des Independants[2]
- 1910: Große Kunstausstellung, Bremen
- 1921: Salon des Independants
- 1922: Exposition internationale in Carnegie Institution, Pittsburgh
- 1925: Salon des Independants

## Auszeichnungen
- Bronzemedaille der Weltausstellung Paris 1900
- Ordre des Palmes Académiques 1910
- Vorgeschlagen für die Nominierung mit dem Orden der Ehrenlegion, Piet lehnte jedoch ab.

## Mitgliedschaften
- Cercle des arts et lettres
- seit 1925: Société Nationale des Beaux-Arts

## Museen (Auswahl)
- Ermitage, St. Petersburg
- Neue Pinakothek, München

### Monografie
- Erich Steingräber: Fernand Piet – Leben und Werk. Verlag F. Bruckmann, München 1974, ISBN 3-7654-1561-8.

### Sonstiges
- Albert Grigor'evich Kostenevich: French Art Treasures at the Hermitage: Splendid Masterpieces, New Discoveries, Harry N. Abrams,  1999, S. 1954.
- Anton Sailer: Fernand Piet – Ein Maler der Belle Epoque. In: Die Kunst und das schöne Heim, 1968, Heft 11, S. 537 ff.